# Blanko
Přírodní rezervaci Blanko tvoří stejnojmenný lesní rybník, který se rozkládá na území o rozloze 11,7 ha dvě stě metrů od státní hranice s Rakouskem a dva kilometry jihozápadně od obce Nová Bystřice. Rezervace, která byla vyhlášena v roce 1998, leží ve výšce 596–599 m, ukrývá bohatou faunu a flóru a je obklopena jehličnatým lesem s příměsí břízy (Betula), olše (Alnus) a dubu (Quercus). Na východním břehu rybníka se nachází menší slatinné rašeliniště, díky němuž má koupání v rybníce blahodárné účinky na pokožku a uleví také revmatickým kloubům. Rezervace sousedí také s nejlesnatějším regionem Rakouska, jehož vesnice jsou označovány za vzdušné lázně.
Blanko je domovem ohrožených a chráněných druhů rostlin a živočichů. Mimo jiné zde naleznete orobinec úzkolistý (Typha angustifolia), rákos obecný (Phragmites australis), ostřice (Carex), třtinu šedavou (Calamagrostis canescens), bublinatku jižní (Utricularia australis), smldník bahenní (Peucedanum palustre) či vrbu pětimužnou (Salix pentandra). Lokalitu obývá také 20 druhů vážek, vzácný druh podkorního brouka, rosnička zelená (Hyla arborea) či blatnice skvrnitá (Pelobates fuscus) atd. V okolí hnízdí chřástal (Crex), moták pochop (Circus aeruginosus), čírka modrá (Spatula querquedula) a bekasina otavní (Gallinago gallinago).
Po rezervaci byl pojmenován i lesní penzion Blanko, který se nachází na severozápadním břehu rybníka v prostorách bývalé celnice.
Okolo rezervace vede běžkařská trasa.